# 스피어피쉬 어뢰
스피어피쉬 어뢰는 영국의 21인치 어뢰이다.

## 역사
45노트의 고속으로 수중 항해하는 소련의 알파급 잠수함을 공격하기 위해 개발했다. 이전의 타이거피쉬 어뢰는 전기 모터를 써서 속도가 느렸는데, 스피어피쉬는 우주로켓이나 탄도미사일 처럼, 연료와 산화제를 넣어 가스 터빈 엔진을 거쳐 펌프젯으로 추진력을 얻는다. 속도 80 노트의 고속으로 사거리는 53 km이다. 쉽게 말해서, 탄도미사일을 수중에서 발사한다고 생각하면, 쉽다.
단거리 목표물에는 80노트 속도를 내며, 장거리 목표물에는 55노트 속도를 낸다.
유선유도와 내부 탑재 소나의 능동 유도가 모두 가능하다. 해외수출은 엄격히 금지된다.

## 같이 보기
- 마크 48 어뢰